# Candida succiphila
Candida succiphila är en svampart som beskrevs av J.D. Lee & Komag. 1980. Candida succiphila ingår i släktet Candida, ordningen Saccharomycetales, klassen Saccharomycetes, divisionen sporsäcksvampar och riket svampar.   Inga underarter finns listade i Catalogue of Life.